# Парижские воробьи
«Парижские воробьи» — французский кинофильм с Луи де Фюнесом.

## Сюжет
Американский импресарио мистер Смит и его дочь Пэгги хотят заставить малолетних певцов совершить турне по Соединённым Штатам. Один из них, Жанно видит медальон своей бабушки на шее девушки и требует вернуть его, но получает отказ…

## В ролях
- Жан-Пьер Омон : Цезарин, гусар
- Луи де Фюнес : врач
- Виржини Келли : Пегги Смит, дочь импресарио
- Макс Elloy : P’tit Louis
- Роберт Ломбард : руководитель хора школы
- Louis Gimberg : г-н Смит, американский импресарио
- Филипп Олив
- Павел Demange
- Леонс Corne
- Андре Dalibert
- Одетта Барансей
- Жак Famery
- Эмиль Morel
- участники детского хора «The Little Singers of Paris»